# Акімова Людмила Миколаївна
Акімова Людмила Миколаївна (29 липня 1970, Рівне) — український економіст, заслужений працівник освіти України, член Національного агентства кваліфікацій.

## Освіта
- Закінчила Рівненський технікум радянської торгівлі за спеціальністю «Товарознавство і організація торгівлі непродовольчими товарами» та Рівненській державний технікум економіки та підприємництва за спеціальністю «Бухгалтерській облік» та здобула кваліфікацію бухгалтера.
- 1997—2003 роки Український державний університет водного господарства та природокористування за спеціальністю «Менеджмент організацій» та здобула кваліфікацію менеджера-економіста.
- 2003—2005 роки Львівський регіональний інститут державного управління Національної академії державного управління при Президентові України за спеціальністю «Державне управління» та здобула кваліфікацію магістра державного управління.  [Архівовано 19 березня 2013 у Wayback Machine.]
- 2005—2009 роки аспірантура Національного університету водного господарства та природокористування (без відриву від виробництва).
- У 2010 році підвищувала кваліфікацію по темі: «Системи управління якістю та внутрішній аудит відповідно до ДСТУ ISO 9001:2009» в Українському науково-дослідному і навчальному центрі проблем стандартизації, сертифікації та якості Держспоживстандарту України  [Архівовано 8 квітня 2016 у Wayback Machine.] за напрямком: «Стандартизація, метрологія та сертифікація».
- 01.11.2013 — 30.04.2014 підвищувала кваліфікацію в Навчально-науковому інституті післядипломної освіти  [Архівовано 30 серпня 2016 у Wayback Machine.] Національного університету водного господарства та природокористування за спеціальністю «Фінанси і кредит».
- З вересня по грудень 2015 року в рамках швейцарсько-українського проекту «Розвиток громадських компетентностей в Україні — DOCCU»  [Архівовано 1 грудня 2016 у Wayback Machine.] успішно пройшла навчання для викладачів системи підготовки, перепідготовки та підвищення кваліфікації державних службовців і посадових осіб місцевого самоврядування (обсяг 108 годин) та отримала Свідоцтво тренера.
- 15.03.2016 — 17.03.2016 та 25.04.2016 — 27.04.2016 успішно пройшла перший та другій рівень MIND — тренінгу лідерів освіти, проведений Всеукраїнським інститутом розвитку інтелекту з видачею відповідних сертифікатів.
- З 17.10.2016 — 26.10.2016 підвищувала кваліфікацію в Інституті післядипломної освіти  [Архівовано 28 листопада 2016 у Wayback Machine.] Національної академії внутрішніх справ  [Архівовано 4 грудня 2016 у Wayback Machine.]та отримала відповідне свідоцтво 12ПК № 08751177/004483 — 2016.
- З 01.06.2016 по 30.11.2016 року пройшла стажування у Міжнародному інституті інновацій «Освіта-наука-розвиток» (MII) (м. Варшава, Республіка Польща) за підтримки навчальної організації «Європейський форум права та освіти» (EFPE)  [Архівовано 2 лютого 2017 у Wayback Machine.] (обсягом 150 годин) з отримання відповідного міжнародного сертифікату.
- У 2018 році отримала сертифікат з мовної освіти — рівень В2 з польської мови у Варшавському університеті.

## Науковий ступінь, вчене звання
- У 2013 році захистила дисертацію на здобуття наукового ступеня Кандидат наук з економіки, із спеціальності 08.00.03 — економіка та управління національним господарством (тема «Механізм формування та розвитку системи товарної ідентифікації в Україні» науковий керівник д-р. екон. наук., проф. Павлов Володимир Іванович).
- У 2015 році відповідно до рішення Атестаційної колегії Міністерства освіти і науки України присвоєно вчене звання Доцент кафедри фінансів та економіки природокористування (протокол № 2/02-Д від 25.04.2015).
- У 2019 році захистила дисертацію на здобуття наукового ступеня доктор наук з державного управління, із спеціальності 25.00.02 — механізми державного управління, науковий керівник д-р. наук. з держ. упр, проф., Заслужений юрист України Романенко Євген Олександрович.
- У 2020 році відповідно до рішення Атестаційної колегії Міністерства освіти і науки України присвоєно вчене звання Професор кафедри фінансів та економіки природокористування (протокол № 8 від 25.09.2020).

## Професійний шлях
- З 1989 по 2002 роки працювала на підприємствах міста Рівного.
- З 2002 по 2003 рік працювала головним економістом відділення Державного казначейства у м. Рівне.
- З 2003 по серпень 2009 року працювала в управлінні промисловості, енергетики, транспорту та зв'язку Рівненської облдержадміністрації на посаді начальника відділу. Стаж державної служби понад 7 років.
- З 01.09.2009 — 09.02.2014 року працювала на посадах асистента, старшого викладача кафедри фінансів і економіки природокористування Національного університету водного господарства та природокористування.
- З 10.02.2014 року працює на посаді доцента кафедри фінансів і економіки природокористування  [Архівовано 18 липня 2016 у Wayback Machine.] Національного університету водного господарства та природокористування  [Архівовано 29 червня 2016 у Wayback Machine.].
- З 03.04.2018 року затверджена в складі Національного агентства кваліфікацій  [Архівовано 1 липня 2019 у Wayback Machine.].
- З 19.06.2019 по 19.06.2024 року заступник Голови Національного агентства кваліфікацій  [Архівовано 10 липня 2019 у Wayback Machine.].
- З 2019 по 2020 рік професор кафедри фінансів і економіки природокористування  [Архівовано 18 липня 2016 у Wayback Machine.] Національного університету водного господарства та природокористування  [Архівовано 29 червня 2016 у Wayback Machine.].
- З 2020 по 2021 рік професор кафедри фінансів та економічної безпеки  [Архівовано 18 липня 2016 у Wayback Machine.] Національного університету водного господарства та природокористування  [Архівовано 29 червня 2016 у Wayback Machine.].
- З 04.09.2021 року професор кафедри трудових ресурсів та підприємництва  [Архівовано 18 липня 2016 у Wayback Machine.] Національного університету водного господарства та природокористування  [Архівовано 29 червня 2016 у Wayback Machine.].
- З 20.06.2024 року членкиня Національного агентства кваліфікацій

## Основні дисципліни
«Фінансова діяльність суб'єктів підприємництва», «Податкова система», «Податковий менеджмент», «Сучасні наукові дослідження в галузі економічної безпеки», «Основи наукових досліджень».

## Сфера наукових інтересів
дослідження ринку фінансових послуг, державне регулювання ринку фінансових послуг, фінансові ринки, державна політика у сфері кваліфікацій, державне управління, державна служба, економічна безпека.

## Наукові винаходи
Автор 10 патентів  [Архівовано 16 січня 2019 у Wayback Machine.].

## Відзнаки
Почесна грамота Національного університету водного господарства та природокористування; грамота Головного управління промисловості та розвитку інфраструктури Рівненської облдержадміністрації; грамота департаменту економічного розвитку і торгівлі Рівненської облдержадміністрації; Почесна грамота управління у справах молоді та спорту Рівненської облдержадміністрації; Почесна грамота УМВС України в Рівненській області; Почесна грамота Рівненської обласної ради та пам'ятний знак; Почесна відзнака «Святої Праведної Анни II ступеня» Української православної церкви Київського Патріархату; Почесна грамота Міністерства освіти і науки України, Нагрудний знак «Відмінник освіти України» Міністерства освіти і науки України, Нагрудний знак «А. С. Макаренко» Міністерства освіти і науки України, Нагрудний знак «Знак пошани» Міністерства аграрної політики України  [Архівовано 20 вересня 2017 у Wayback Machine.]; Подяка Національної служби посередництва і примирення; Почесна грамота Всеукраїнської професійної спілки працівників органів державної фіскальної служби; Почесна грамота Федерації роботодавців України; Почесна грамота Національної академії педагогічних наук України; Почесна грамота Рівненської міської ради та виконавчого комітету; Почесна грамота Рівненської обласної державної адміністрації ; Почесна грамота Національної академії наук України; Золотою медаллю «Ушинський К. Д.» Національної академії педагогічних наук України; Грамота Верховної Ради України; Орден Святої Рівноапостольної Княгині Ольги Помісної Української Православної Церкви; Почесна Грамота Верховної Ради України.

## Державні нагороди
Почесне звання «Заслужений працівник освіти України» (2018 р.)

## Громадська робота
Голова Рівненського відділення Всеукраїнської Асамблеї докторів наук з державного управління, член Всеукраїнської спілки вчених-економістів.

## Наукові та методичні праці

### Монографії
Автор (співавтор) 18 монографій.

### Навчальні посібники
Автор (співавтор) 8 навчальних посібників.

### Основні наукові праці
Автор понад 380 наукових (у тому числі статті в наукометричних базах Scopus, Web of Science та Index Copernicus) та методичних праць.
- ORCID  [Архівовано 17 липня 2020 у Wayback Machine.]
- Google Academy  [Архівовано 23 червня 2018 у Wayback Machine.]
- Researcher ID  [Архівовано 1 березня 2021 у Wayback Machine.]
- Scopus  [Архівовано 26 лютого 2022 у Wayback Machine.]